# Fiołek wyniosły
Fiołek wyniosły (Viola elatior Fr.) – gatunek roślin z rodziny fiołkowatych (Violaceae). Występuje w Azji i w Europie – na obszarze od Francji po Syberię i Pakistan.

## Rozmieszczenie geograficzne
Rośnie w Azji i w Europie – na obszarze od Francji po Syberię i Pakistan. Jest podawany z Francji, Włoch, Austrii, Szwajcarii, Niemiec, Szwecji, Polski, Czech, Słowacji, Węgier, krajów byłej Jugosławii, Grecji, Bułgarii, Rumunii, Ukrainy, Białorusi, Rosji (jej europejskiej części, zachodniej Syberii i Ałtaju), Kazachstanu, Uzbekistanu, Pakistanu, Tadżykistanu, Kirgistanu i Chinach (region autonomiczny Sinciang). W Polsce gatunek jest rzadko spotykany – rośnie w dolinach dużych rzek. W Szwajcarii jest nieliczny – spotykany głównie na Wyżynie Szwajcarskiej. We Włoszech występuje na północy kraju – w Piemoncie, Lombardii, Emilii-Romanii, Wenecji Euganejskiej, Friuli-Wenecji Julijskiej i Trydencie-Górnej Adydze. We Francji obserwowany przeważnie w jej wschodniej części.

## Morfologia
PokrójŁodyga dorasta do 60 cm wysokości, jest owłosiona. Roślina tworzy kłącza.
LiścieBlaszka liściowa jest pierzasta i ma owalny kształt, złożona z trzech klapek od owalnych do lancetowatych. Ma szarozieloną barwę i jest owłosiona na nerwach. Mierzy 2–15 cm długości, jest karbowana na brzegu, ma stłumioną nasadę i ostry wierzchołek. Ogonek liściowy jest nieuskrzydlony, nagi i ma 3–20 cm długości. Przylistki są strzępiaste i owłosione, średnie przypominają liście i są dłuższe od połowy ogonka, natomiast górne są piłkowane i dłuższe od ogonków.
KwiatyPojedyncze, wyrastające z kątów pędów, osadzone na długich szypułkach. Mają działki kielicha o lancetowatym kształcie, zaostrzone, niejednakowe. Płatki są odwrotnie jajowate, mają białą lub jasnobłękitną barwę i 2 cm długości, dolny płatek mierzy 18–25 mm długości, posiada ostrogę. Pylniki długości około 3 mm długości.
OwoceNagie torebki.
Gatunki podobneRoślina jest podobna do fiołka mokradłowego (V. persicifolia), od którego różni się owłosioną i wyprostowaną łodygą do 50 cm wysokości.

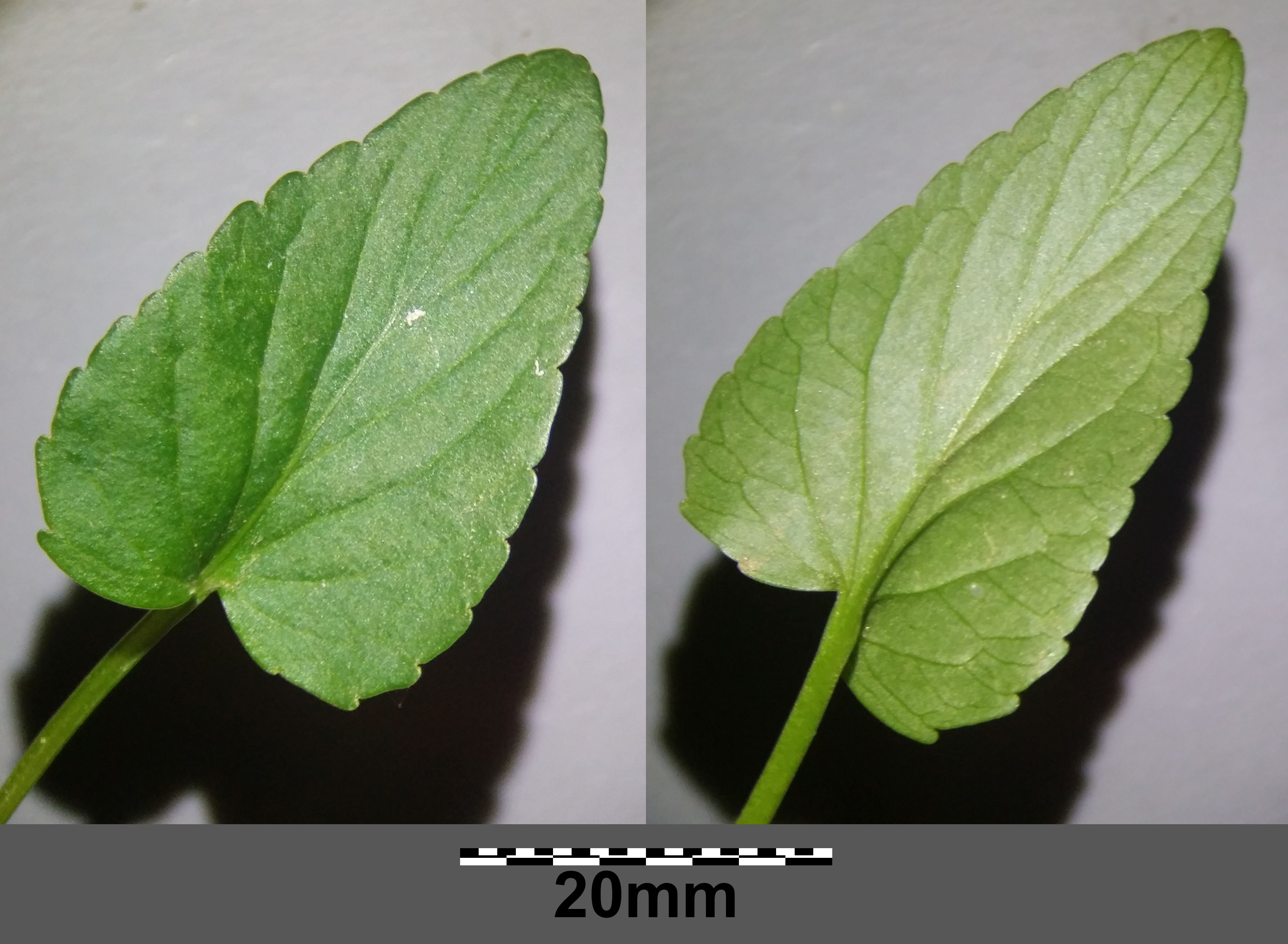
Liście
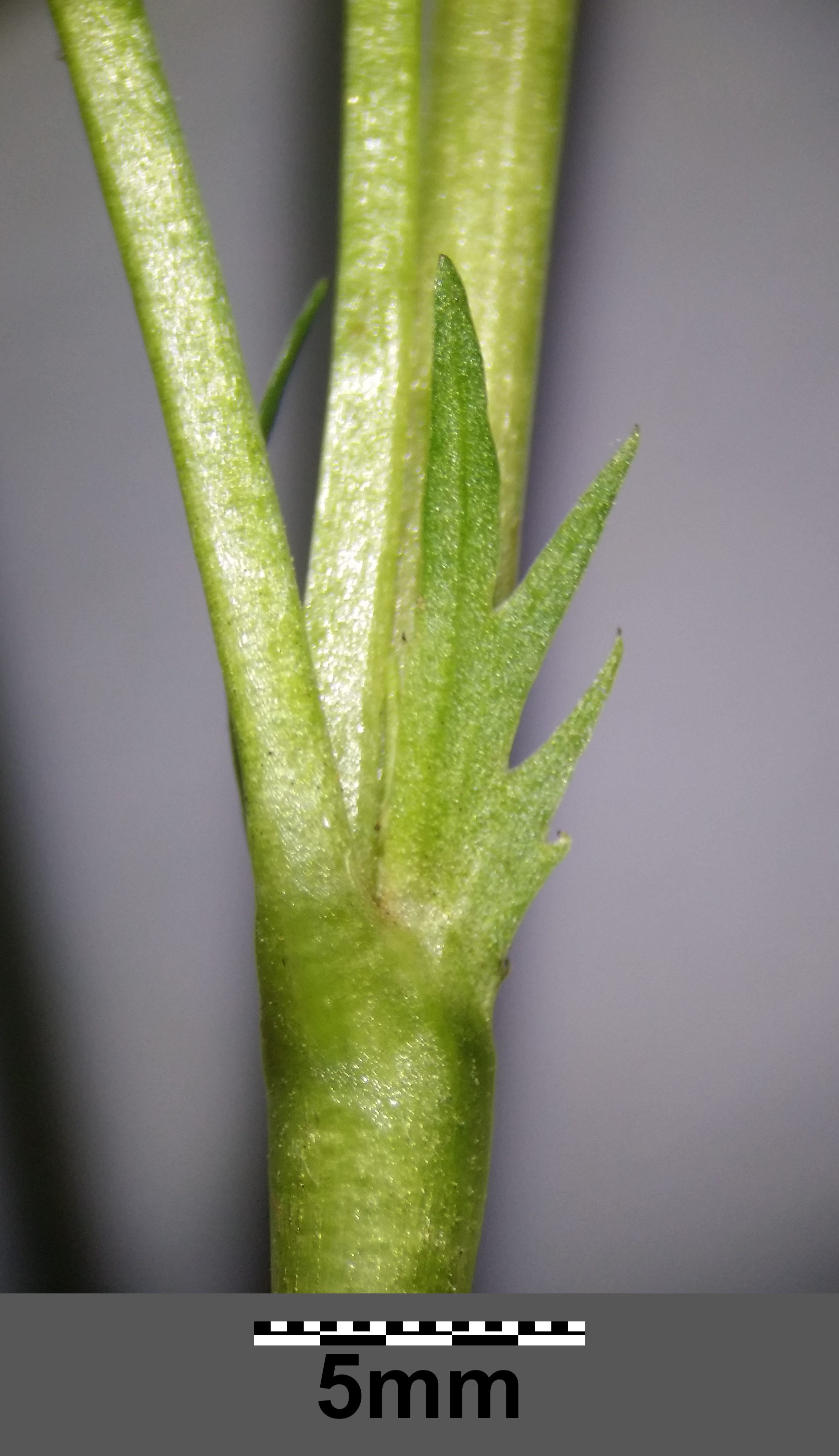
Przylistek
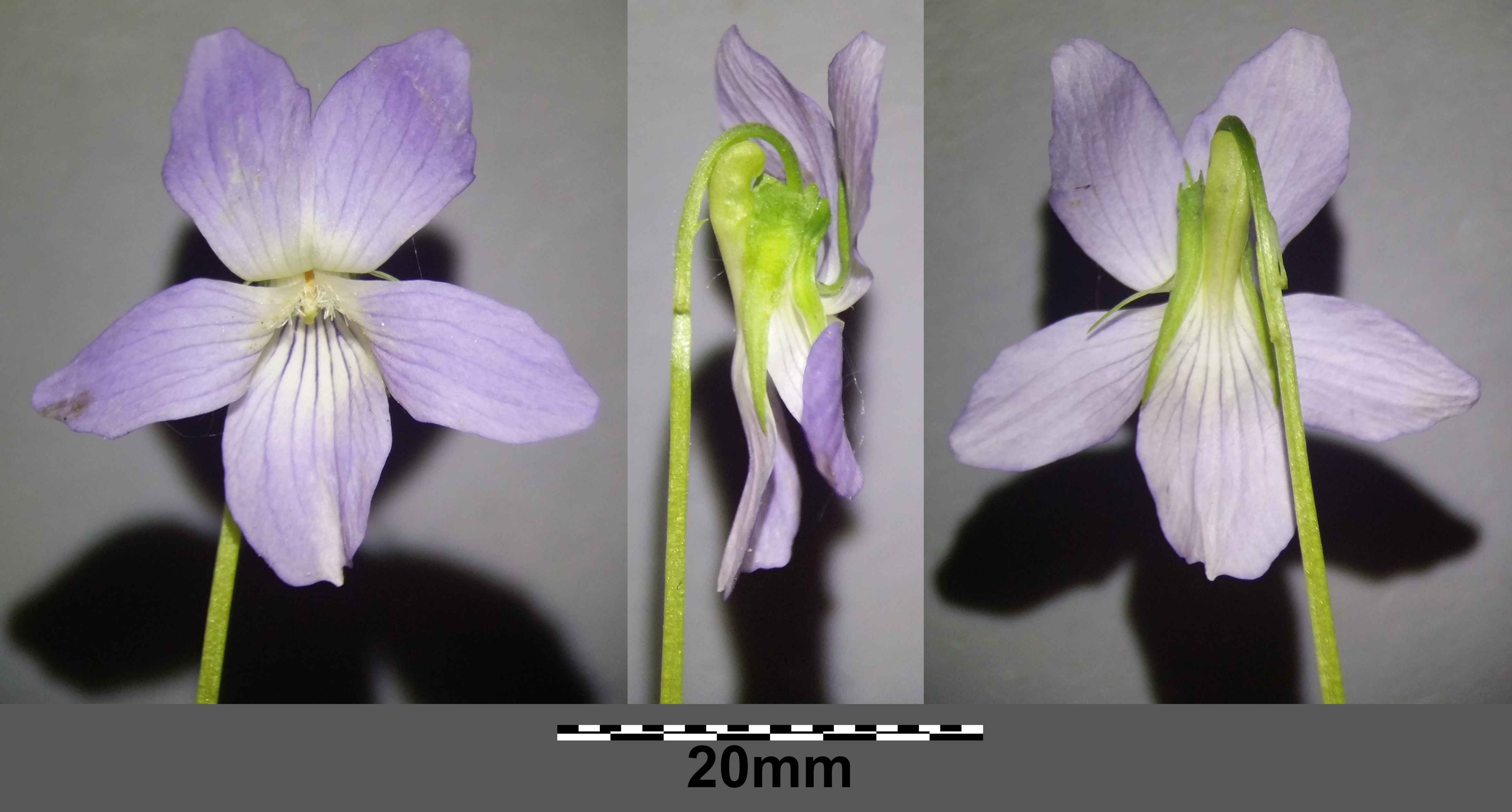
Kwiaty
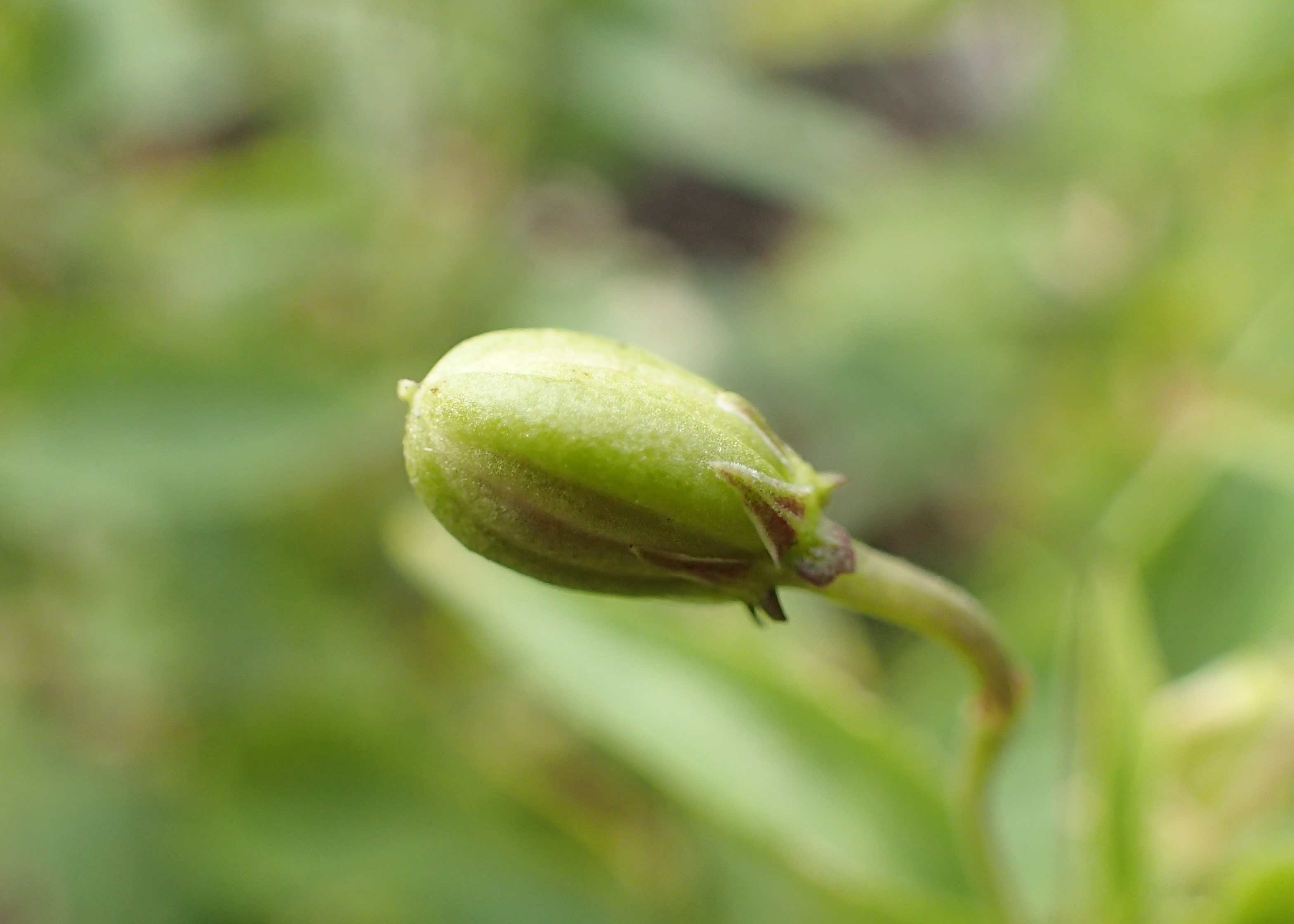
Owoc

## Biologia i ekologia
Bylina, geofit. Rośnie na łąkach, brzegach lasów i w zaroślach. We Włoszech występuje na wysokości do 600 m n.p.m. Kwitnie od kwietnia do czerwca. Preferuje stanowiska wilgotne, w pełnym nasłonecznieniu, na podłożu o lekko zasadowym odczynie. Gatunek charakterystyczny łąk selernicowych ze związku Cnidion dubii.

## Zagrożenia
Roślina umieszczona na Czerwonej liście roślin i grzybów Polski (2006) w grupie gatunków wymierających (kategoria zagrożenia: E). W wydaniu z 2016 roku otrzymała kategorię EN (zagrożony). Znajduje się także w Polskiej Czerwonej Księdze Roślin w grupie gatunków zagrożonych (kategoria EN).